# Tonight Show Band
The Tonight Show Band è il gruppo musicale che accompagna il talk show statunitense The Tonight Show, trasmesso dalla NBC e attualmente condotto da Jay Leno. Dal 1962 agli anni novanta, nel periodo in cui Johnny Carson era il conduttore, era nota anche come  "The NBC Orchestra" o "Doc Severinsen and the NBC Orchestra".

## Storia
Il gruppo fu fondato nel 1954 e il primo direttore di ruolo fu Skitch Henderson (1954-57).. Henderson fu poi sostituito da Jose Melis nel 1957, quando Jack Paar diventò il conduttore al posto di Steve Allen. Henderson ritornò nel 1962 quando Johnny Carson sostituì Jack Paar. Carson aumentò il budget del gruppo, e Henderson creò una big band composta da alcuni fra i migliori musicisti jazz del tempo, inclusi Clark Terry, Bobby Rosengarden, Doc Severinsen, Urbie Green, Ed Shaughnessy, e Ernie Royal, fra gli altri.
Nel 1966, Henderson lasciò lo show e fu rimpiazzato da Milton DeLugg, che nel 1967 fu a sua volta sostituito da Severinsen. Severinsen continuò ad aggiungere importanti musicisti al gruppo, come Louie Bellson, Allen Vizzutti, e Snooky Young. Il trasferimento dello show da New York alla California causò cambiamenti significativi nella formazione.
Nel 1992, quando Jay Leno prese il posto di Carson, Branford Marsalis diventò il direttore e fu formata una nuova band più piccola. Kevin Eubanks divenne il nuovo direttore nel 1995.

## Membri attuali del gruppo
- Direttore/Chitarra: Kevin Eubanks
- Sassofono: Ralph Moore
- Tromba: Kye Palmer
- Trombone: Matt Finders
- Tastiere: Gerry Etkins
- Basso: Stanley Sargeant
- Batteria: Marvin "Smitty" Smith
- Percussioni/Voce: Vicki Randle